# Caterpillar

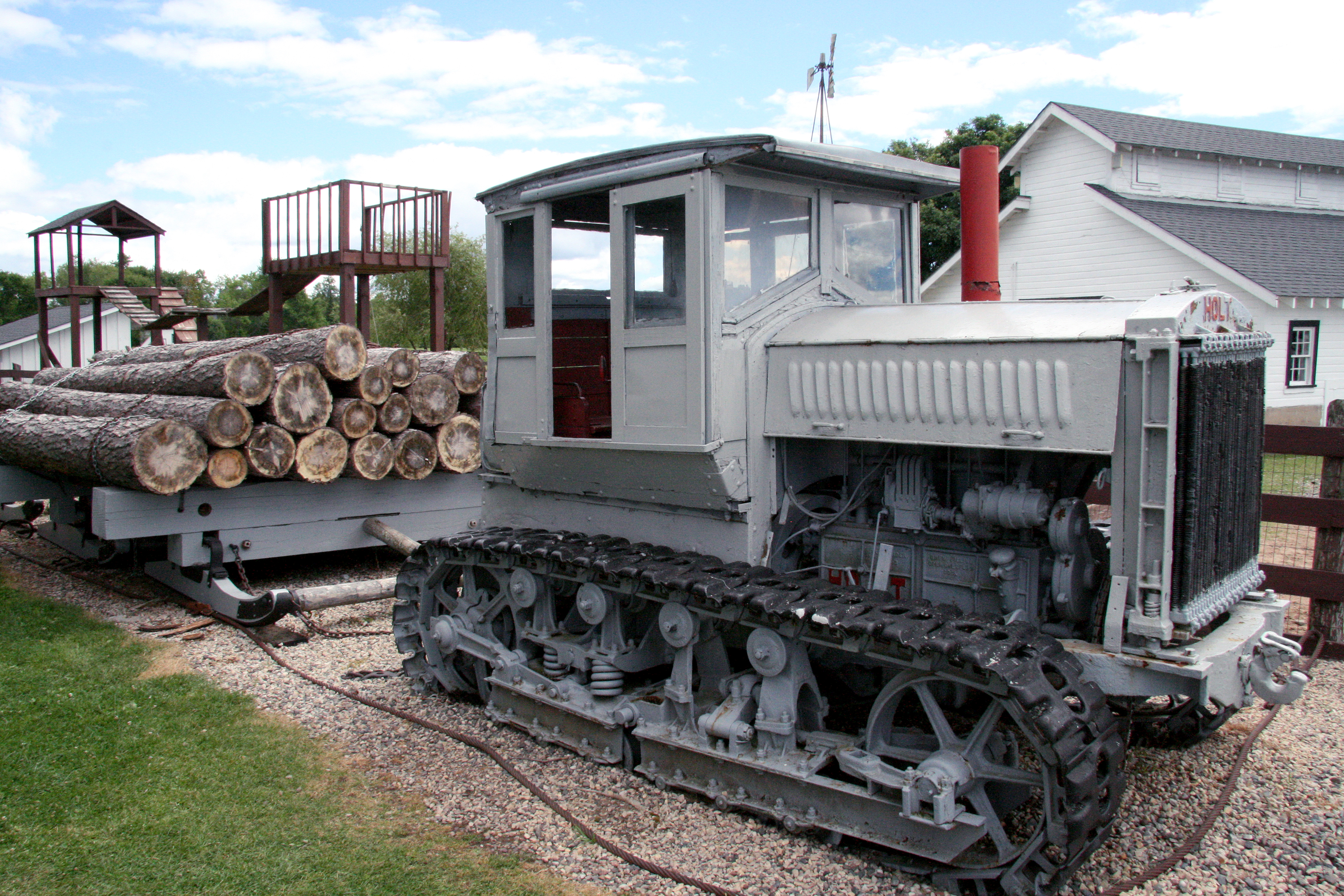
HOLT (1925)

Caterpillar Inc., también Caterpillar o CAT, es una corporación de Estados Unidos con sede central en Peoria, Illinois. Es el mayor fabricante del mundo de maquinaria para la construcción y equipos de minería, motores diésel y turbinas industriales de gas. Además, cuenta con una línea de zapatos industriales para el trabajo duro.

## Historia

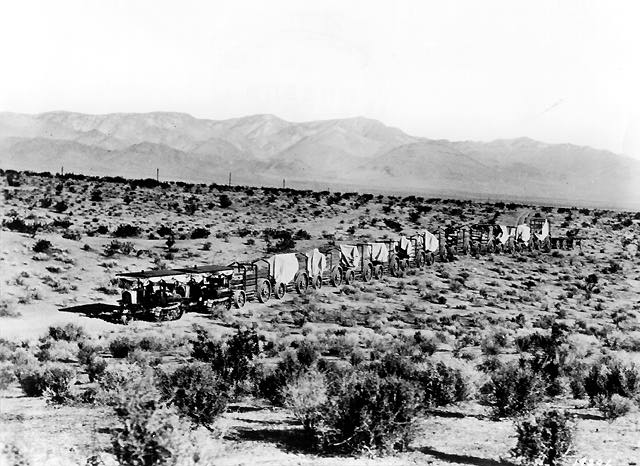
Grupo de dos tractores oruga Holt 45, arrastrando vagones de tren por el Desierto de Mojave durante la construcción del acueducto de Los Ángeles en 1909.

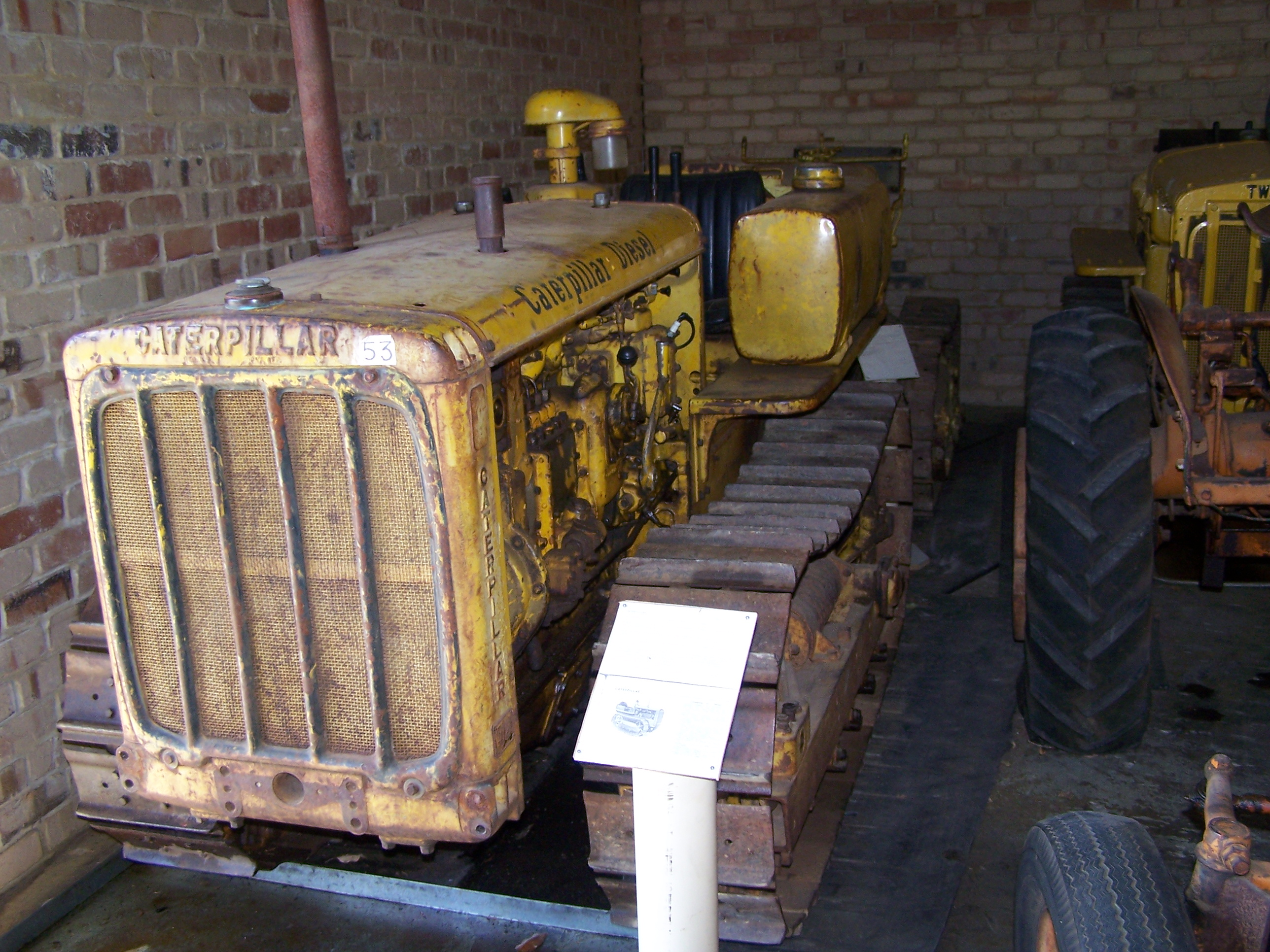
Caterpillar D2 en exposición en el museo de antiguos Tractores, Serpentine, Australia

A finales de 1890 y a principios de 1900, los rivales Daniel Best y Benjamín Holt experimentaron individualmente con fórmulas para la tracción de los tractores de vapor usados para la agricultura de la zona central del Valle de California.

### Origen del nombre Caterpillar
Los tractores de vapor de los años 1890 y de principios 1900 eran sumamente pesados, llegando a pesar en ocasiones 450 kg por cada caballo de fuerza, y a menudo se hundían en la tierra blanda de las tierras de labranza del Delta del Valle de San Joaquín que rodean Stockton, California. Benjamín Holt intentó solucionar el problema aumentando el tamaño y la anchura de las ruedas hasta 2.3 m de alto y 1.8 m de ancho, produciendo un tractor de 14 m. Pero esto hizo que los tractores fuesen también cada vez más complejos, caros y difíciles de mantener. Otra solución que consideró fue la de poner temporalmente un camino de tablones delante del tractor, pero llevaba mucho tiempo, era caro, e interfería en los trabajos de arado. Holt pensó en colocar los tablones alrededor de las ruedas. Substituyó las Holt No 77, por un juego de tablas de madera unidas con cadenas. El Día de Acción de Gracias, el 24 de noviembre de 1904, probó satisfactoriamente la nueva máquina arando la tierra empapada de la isla Roberts. El fotógrafo Carlos Clements relataba que había observado cómo el tractor avanzaba lentamente como una oruga, y Holt aprovechó la metáfora. "Caterpillar it is. That's the name for it!" «Oruga. ¡Lo llamaremos así»: "Caterpillar" significa «oruga» en español., Agunas fuentes atribuyen este nombre a los soldados británicos en julio de 1907.

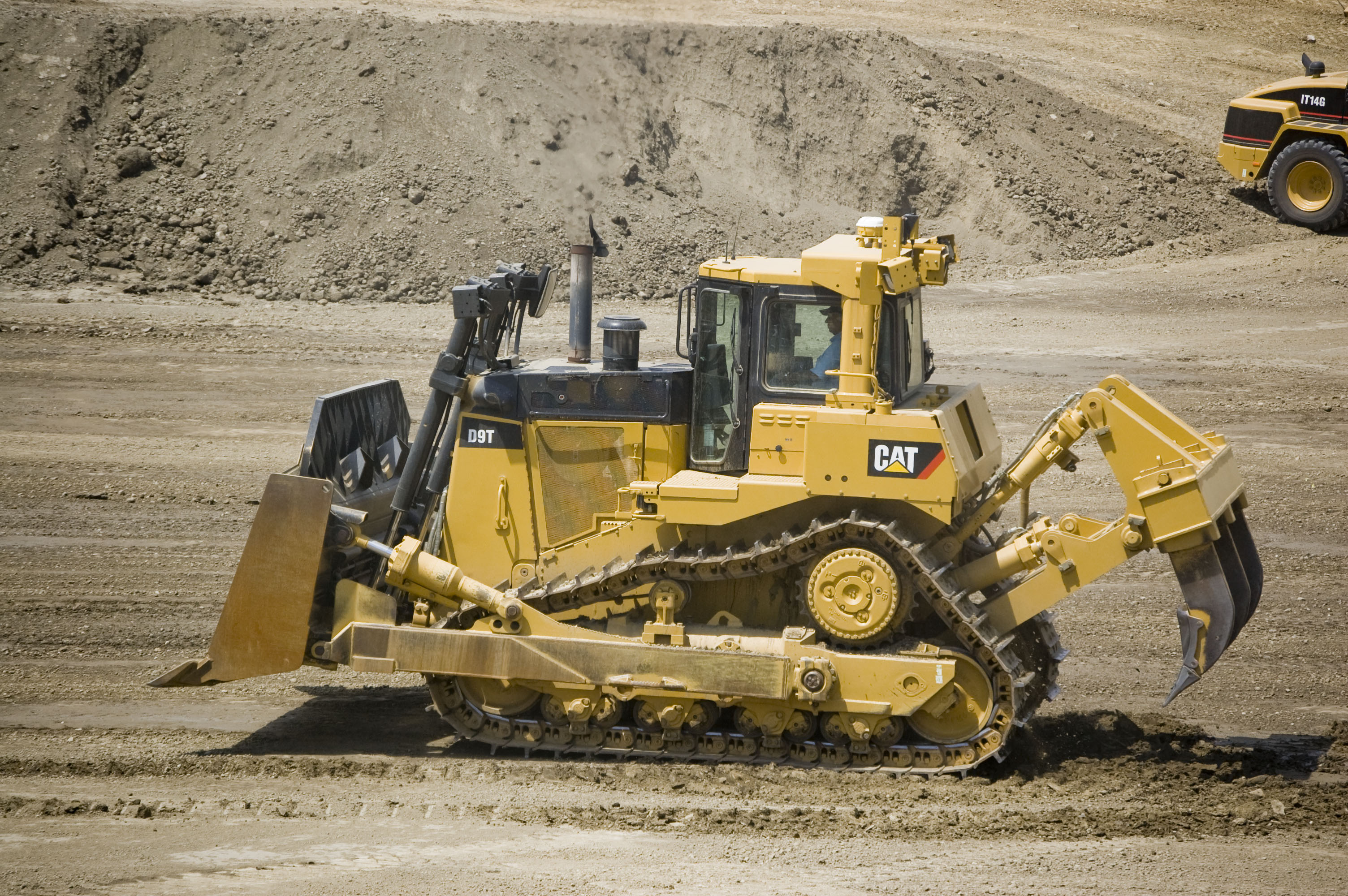
Cat D9

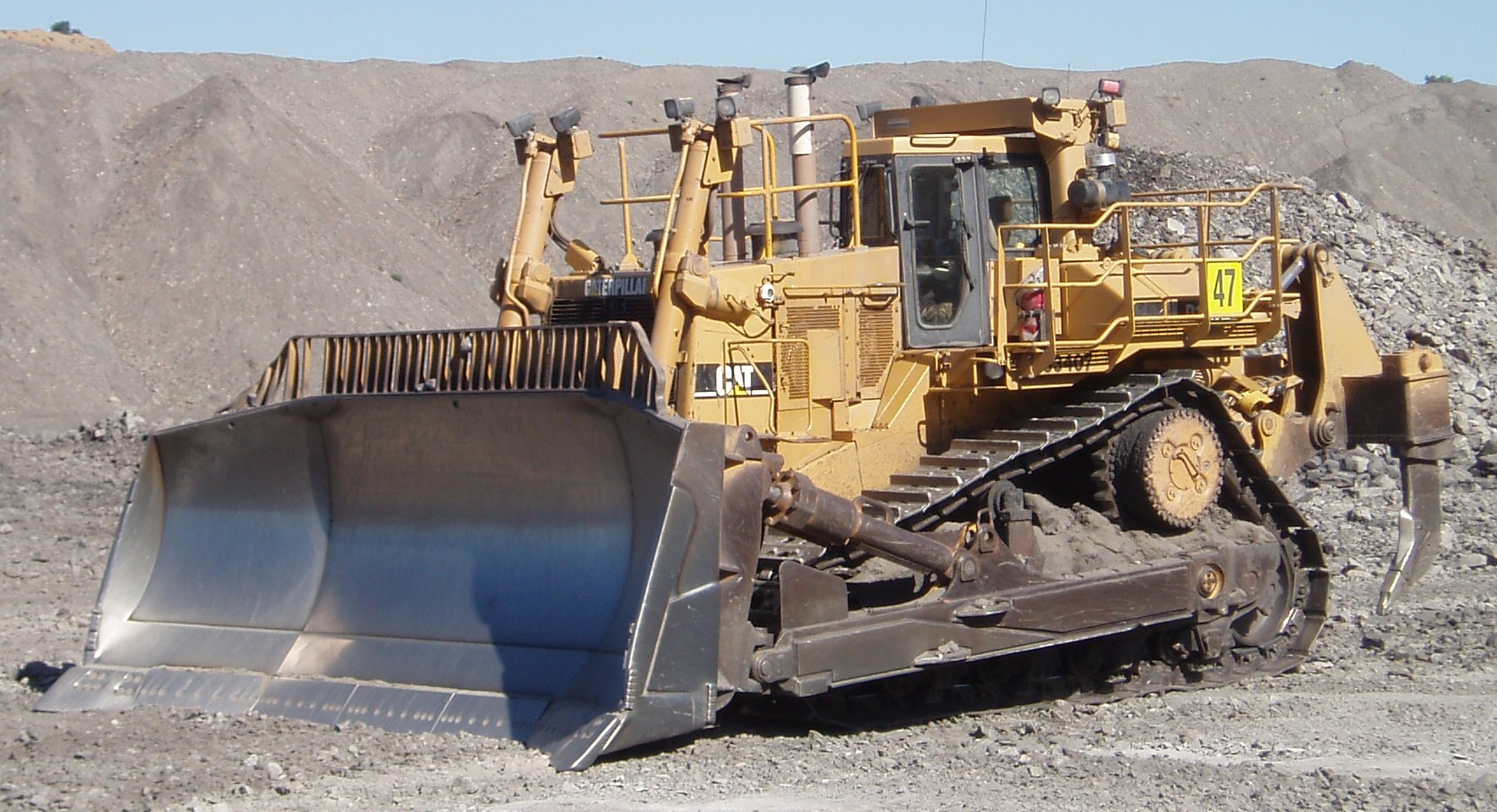
Cat D11

Dos años más tarde Holt vendió sus primeros nuevos tractores por 5500 dólares. Cada cadena tenía una altura de 760 mm, un ancho de 1.1 m y 2.7 m de largo. Las tablas eran de secuoya de 76 x 100 mm.
Holt recibió su primera patente para un tractor oruga, el 7 de diciembre de 1907.

## Cronología
- 1890. Benjamin Holt y Daniel Best experimentan con varias formas de tractores de vapor para su uso en granjas. Lo hacen separadamente, en compañías independientes.
- 1904. Primer tractor de orugas de vapor de Holt.
- 1906. Primer tractor de orugas de gas de Holt.
- 1915. Los tractores de orugas Caterpillar de Holt son usados por los Aliados en la Primera Guerra Mundial.
- 1925. Holt Manufacturing Company y C. L. Best Tractor Co. se unen para formar Caterpillar Tractor Co.
- 1931. Sale de la línea de producción el primer Tractor Sixty diésel en East Peoria (Illinois) con una nueva y eficaz fuente de propulsión para tractores de cadenas.
- 1940. La línea de productos Caterpillar incluye ahora motoniveladoras, hojas de nivelación, niveladores de elevación, levantadores de terrazas y grupos electrógenos para la generación de energía eléctrica.
- 1942. Los tractores de orugas, motoniveladoras, grupos generadores y motores especiales de Caterpillar se utilizan en la aportación militar de Estados Unidos a la guerra para fabricar el tanque M4 Sherman.
- 1950. Se establece Caterpillar Tractor Company Limited en Gran Bretaña, primera compañía de operaciones internacionales creada para administrar la falta de cambio de moneda extranjera, tarifas, controlar la importación y servir mejor a clientes de todo el mundo.
- 1953. En 1931, la compañía crea un grupo de venta de motores independiente para vender motores diésel a otros fabricantes de equipo. Este grupo fue reemplazado en 1953 por una división independiente de ventas y mercadotecnia para servir mejor a una amplia variedad de clientes de motores. Las ventas de motores suponen aproximadamente una tercera parte de las ventas e ingresos totales de la compañía.
- 1963. Caterpillar y Mitsubishi Heavy Industries Limited forman una de las primeras empresas conjuntas de Japón para incluir propiedad parcial de Estados Unidos. Caterpillar Mitsubishi Ltd. comienza la producción en 1965, cambia su nombre a Shin Caterpillar Mitsubishi Ltd., y pasa a ser el fabricante número 2 de equipo para construcción y minería en Japón.
- 1981-83. La recesión mundial afecta a Caterpillar, costándole a la compañía el equivalente a $1 millón al día y forzándole a reducir dramáticamente el número de empleados.
- 1983. Caterpillar Leasing Company se expande para ofrecer opciones de financiación de equipo a sus clientes de todo el mundo y cambia su nombre a Caterpillar Financial Services Corporation.
- 1985-presente. La línea de productos sigue diversificándose para satisfacer las necesidades de los clientes. Ahora se ofrecen más de 300 productos, más del doble de los que se ofrecían en 1981.
- 1986. Caterpillar Tractor Co. cambia su nombre a Caterpillar Inc., un reflejo más de la marca de maquinaria pesada, producto de la creciente diversidad de la empresa.
- 1987. Se inicia un plan de modernización de fábricas de $1800 millones para mejorar el proceso de fabricación.
- 1990. La compañía descentraliza su estructura, reorganizándose en unidades comerciales para ofrecer mayor rendimiento de activos y satisfacción a los clientes.
- 1997. La compañía sigue expandiéndose, adquiriendo la empresa Perkins Engines, con sede en el Reino Unido. Con la incorporación de la alemana MaK Motoren el año anterior, Caterpillar se convierte en el líder mundial de fabricación de motores diésel.
- 1998. Aparece el camión de transporte minero off road, más grande del mundo, el Caterpillar 797, en los terrenos de pruebas de Cat en Arizona.
- 1999. Caterpillar desvela una nueva línea de equipo compacto para la construcción en la CONEXPO, la feria de construcción más grande del mundo, como respuesta a la cambiante necesidad de los clientes de equipo de construcción más pequeño y versátil.
- 2000. Caterpillar celebra su 75 aniversario.
- 2001. Caterpillar es la primera compañía en incorporar globalmente 6 Sigma y conseguir beneficios el primer año que exceden los costos de implementación.
- 2003. Caterpillar se convierte en el primer fabricante de motores del mundo ofreciendo una completa línea de motores diésel limpios para el año 2004 que cumplen todos los requisitos y certificaciones de la Environmental Protection Agency (EPA) de Estados Unidos. Se desarrolla la innovadora tecnología de control de emisiones de Caterpillar, conocida como Tecnología Avanzada de Reducción de Emisiones de Combustión (Advanced Combustion Emissions Reduction Technology - ACERT), para cumplir los requisitos de la EPA sin sacrificar rendimiento, fiabilidad o economía de consumo.
- 2011. Caterpillar se fusiona con Bucyrus International inc.
- 2024. El fondo de pensiones noruego KLP anunció que había vendido su participación de cerca de 70 millones de dólares en el grupo industrial estadounidense Caterpillar debido al riesgo de que sus equipos estén «contribuyendo a abusos contra los derechos humanos y violaciones del derecho internacional en Cisjordania y Gaza».[7]